# NGC 6595
NGC 6595 est une nébuleuse par réflexion dans laquelle se trouve un amas ouvert. Ils sont situés dans la constellation du Sagittaire. Cette nébuleuse a été découverte par l'astronome britannique John Herschel en 1830. Cette nébuleuse a aussi été observée par les astronomes américain Lewis Swift et Edward Barnard le 12 juillet 1885 et en aout 1905. Ces observation ont été inscrites au New General Catalogue et à l'Index Catalogue sous les désignations NGC 6590 et IC 4700.

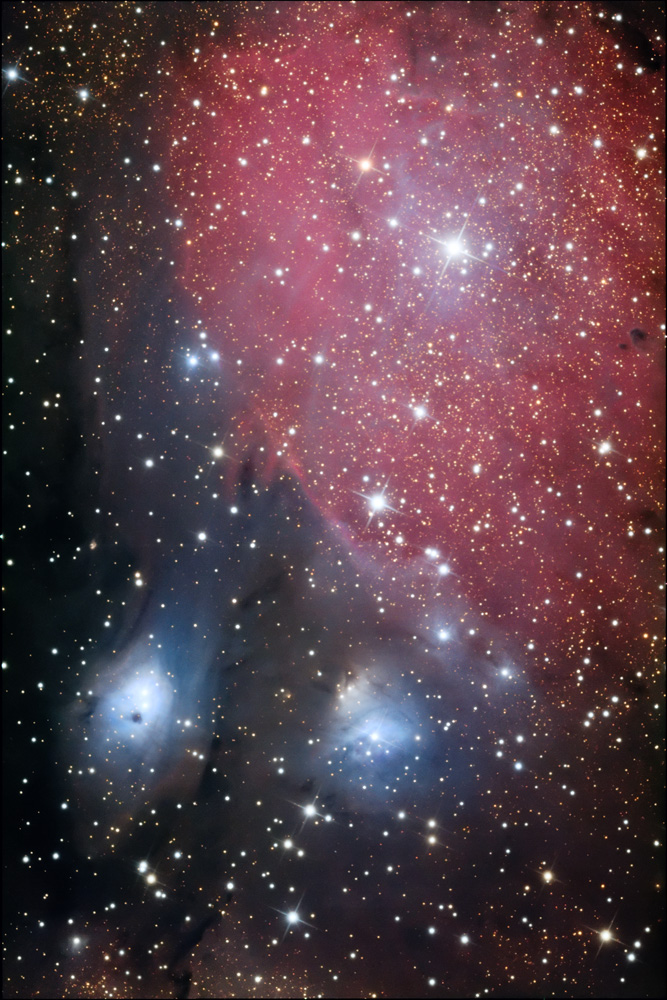
Les nébuleuses bleutées par réflexion NGC 6589 à gauche, NGC 6595 (NGC 6590) à droite et la nébuleuse rougeâtre en émission IC 1284 par le télescope spatial Hubble.

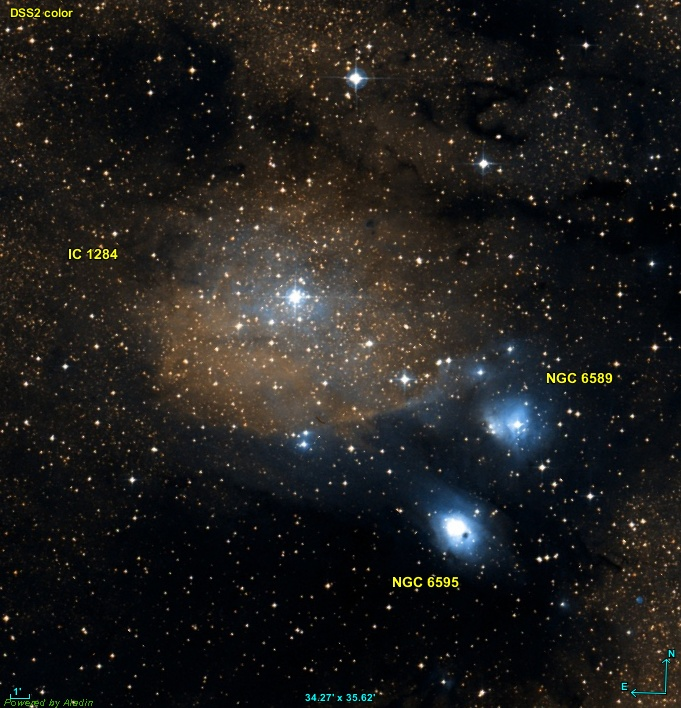
Autre image de la région de NGC 6589 par le relevé DSS.